# Río Cancosa
Río Cancosa är ett periodiskt vattendrag i Bolivia, på gränsen till Chile. Det ligger i den sydvästra delen av landet, 300 km väster om huvudstaden Sucre.
Omgivningen kring Río Cancosa är i huvudsak ett öppet busklandskap. Området är nästan obefolkat, med mindre än två invånare per kvadratkilometer.